# Ericeia apicalis
Ericeia apicalis là một loài bướm đêm trong họ Erebidae.